# Sokol Ishka
Sokol Ishka (Tirana, 14 luglio 1979) è un ex calciatore albanese, di ruolo centrocampista.

## Palmarès

### Club

#### Competizioni nazionali
- Campionato albanese: 1

Dinamo Tirana: 2007-2008